# 2022年10月英國保守黨黨魁選舉
2022年10月英國保守黨黨魁選舉（英語：October 2022 Conservative Party leadership election）於2022年10月24日举行，選出新一任英國保守黨黨魁及決定下一任英國首相。選舉緣於時任英國首相兼保守黨黨魁莉兹·特拉斯於10月20日宣佈辭去黨魁職務所引發。
负责监督本次党魁选举的1922委员会表示，如果在10月24日下午2点提名期截止后，只有一名参选人获得至少100名保守党下议院议员的支持，则该名参选人自动成为下一任保守党党魁；否则，最终结果将于10月28日宣布。
2022年10月21日，莫佩琳宣布参选保守党党魁。10月23日晚，鲍里斯·约翰逊宣布退選。10月24日，莫佩琳宣布退選。當天里希·苏纳克當選保守黨黨魁。